# Nicolaaskerk (Stavoren)
De Nicolaaskerk van Stavoren is een kerkgebouw in de gemeente Súdwest-Fryslân in de Nederlandse provincie Friesland. Het kerkgebouw is een rijksmonument, mede vanwege het 18e-eeuwse orgel.

## Beschrijving
In 1858 werd besloten tot de bouw van een nieuwe kerk. De plannen werden gemaakt door meester-timmerman J.A. Bokma. Na een zware storm op 28-29 mei 1860 stortte de westgevel van de oude kerk uit de 16e eeuw in. Dit bespoedigde de uitvoering van de nieuwe Nicolaaskerk. De driezijdig gesloten zaalkerk met rondboogvensters en een neoclassicistische ingangsomlijsting kwam eind 1861 gereed. In de geveltoren hangt een door Hans Falck gegoten klok (1629). De windwijzer op het koor heeft de vorm van een zeemeermin.
Het orgel dateert van ongeveer 1785. De bouwers zijn twee plaatselijke timmerlieden, Wiebe Meyes en zijn zoon Meye Wiebes. Voor het pijpwerk en de orgelkas gebruikten zij onderdelen van een bestaand orgel. Het instrument is in 1862 door N.A.G. Lohman van de oude naar de nieuwe kerk verhuisd. In 1902-1903 kwam een restauratie gereed door Lambertus van Dam II. Hij veranderde de dispositie, waarna de firma Spanjaard uit Haarlem in 1964 nog meer wijzigingen aanbracht. Bij de restauratie in 2003-2004 heeft Bakker & Timmenga een aantal wijzigingen in de dispositie teruggedraaid. Het orgel heeft 16 registers, twee manualen en een aangehangen pedaal.     

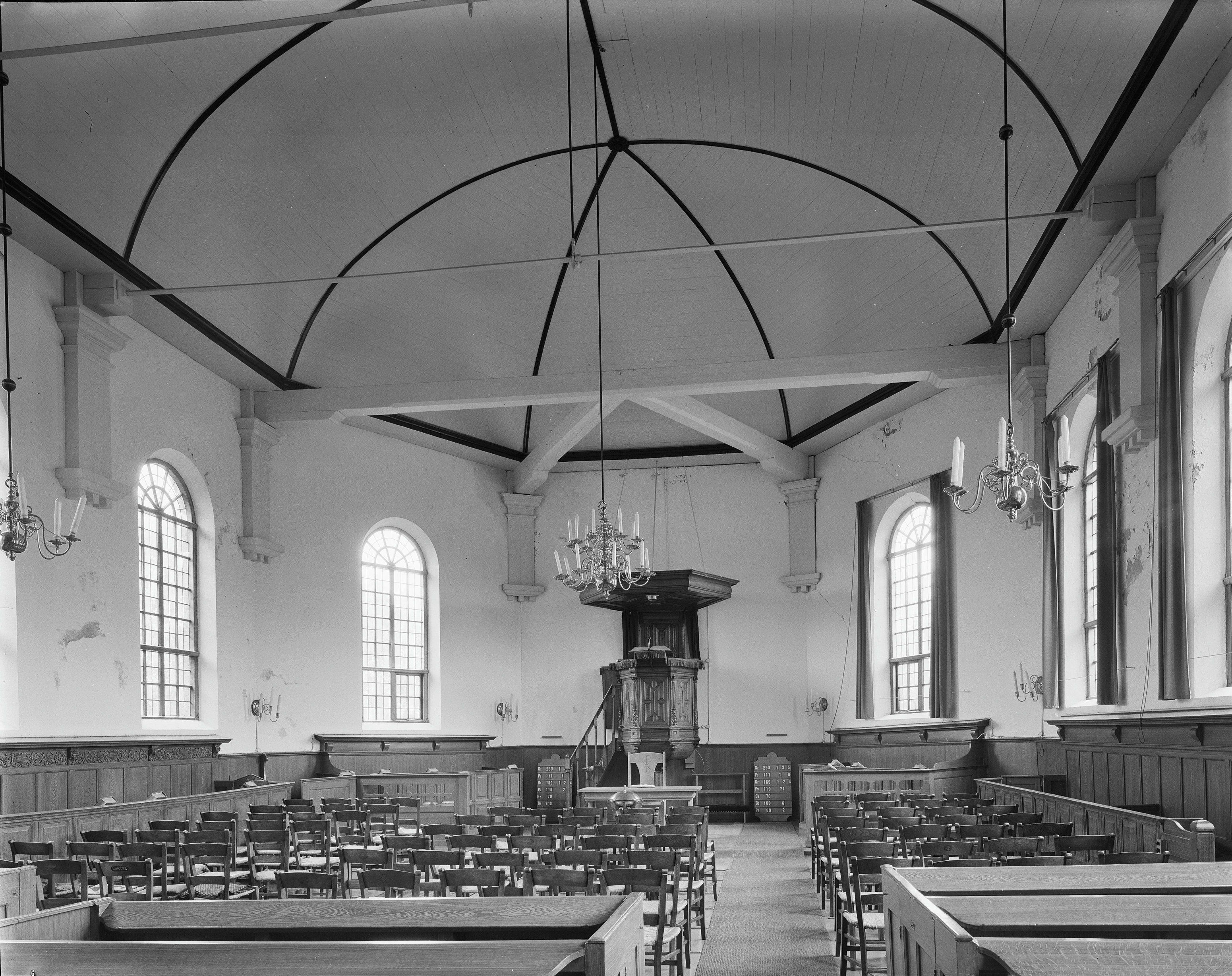
Interieur met preekstoel
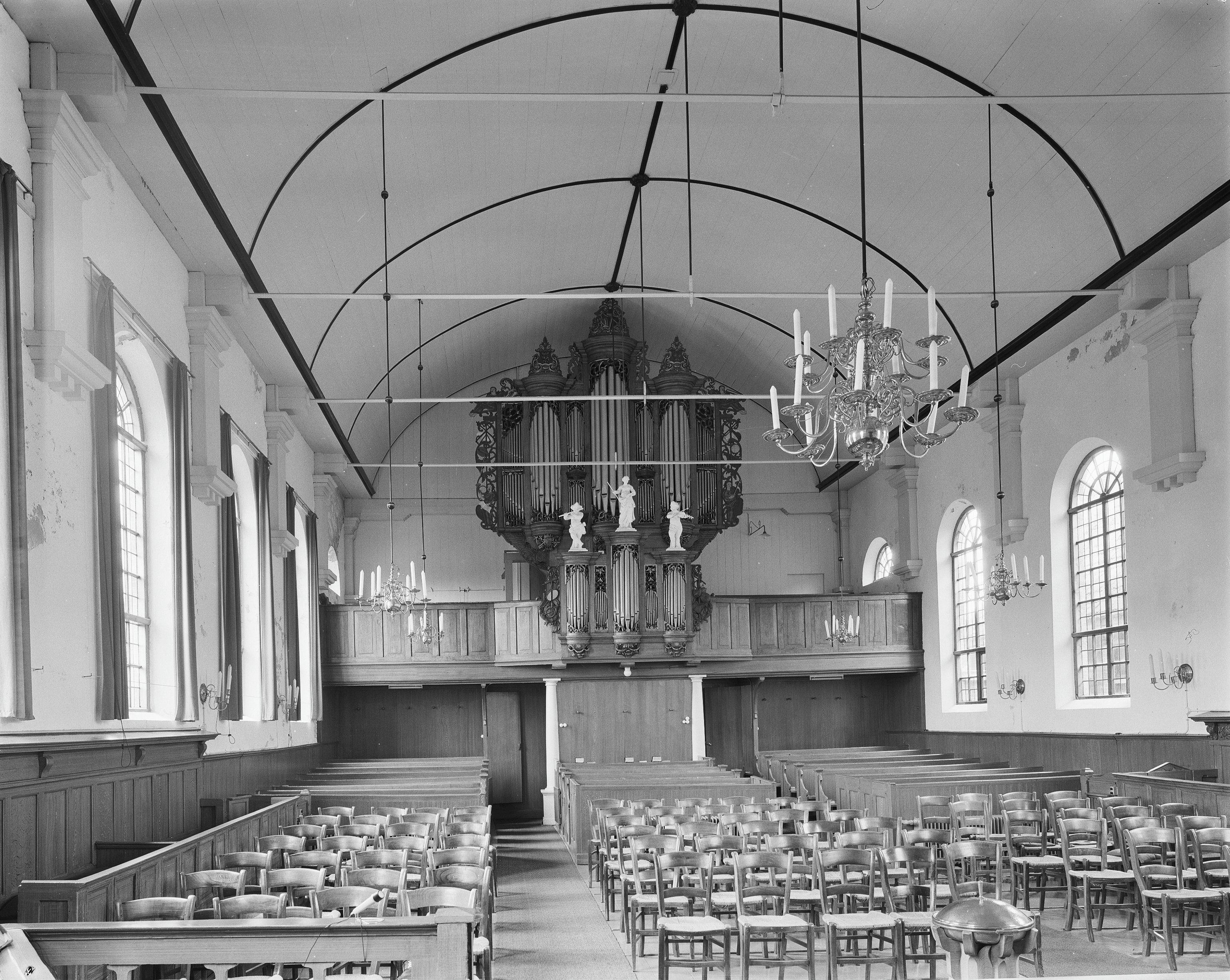
Interieur met orgel (1977)